# Acanthodactylus khamirensis
Acanthodactylus khamirensis es una especie de reptiles escincomorfos pertenecientes a la familia Lacertidae.

## Distribución geográfica y hábitat
Es endémica de la parte continental de la provincia de Hormozgán, al sur de Irán. Su rango altitudinal oscila alrededor de 40 m s. n. m..